# Danton Mello
Danton Mello (1975. május 27. –) brazil színész.

## Magánélete
Danton Mellónak két lánya van Luisa (2001) Alice (2003), akik a brazil íróval, Laura Malinnal kötött házasságából születtek..

## Életrajza
1985-ben, tíz évesen kezdett el szerepelni,  mikor a kicsi Cucát játszotta a The Cat Comedyben. 1988-ban ő alakította "Bruno Meirelest", Leila Cássia Kis Magro és Ivan Meireles (Antônio Fagundes) fiát a Vale Tudo telenovellában. Később több más szerepben is feltűnt, de azon megjelenései nem voltak ilyen jelentősek.
1995-ben a "Malhação" fiataloknak szóló televíziós sorozat első évadjában ő volt a főgonosz, egyben Juliana Martins szerelme. Később Átszerződött az SBT-hez, ahol a Dona Anjában szerepelt. 1997-ben visszatért a Globóhoz, hogy megszemélyesítse a Hilda Furacão minisorozat központi karakterét. A ’90-es években volt még a Globo Ecologia műsorvezetője lett, ahol 1998. szeptemberben súlyos helikopter balesetet szenvedett a forgató stábbal közösen. A helikopter Monte Roraimára esett, ahol Dantonnak belső vérzése lett, ami miatt később ott kellett hagynia a műsort, majd később a Torre de Babelt, ahiol szintén a stáb tagja volt. A következő évben részt vett a Terra Nostra utolsó évadjának a forgatásában. További három évig dolgozott már a televízióknál, mikor szerepelt az SBT Jamais Te Esquecerei sorozatában.
2004-ben Globo kapta az egyik  főszerepet a Cabocla második változatában. Ezen kívül a Running Back évvégi műsorában ő volt a főgonosz. 2006-ban szintén a főgonoszt játszotta Débora Falabella mellett a Sinhá Moça műsorban.
2009-ben Caminho das Índiasban Amithab antihősét formálta meg. .
2013-ban a "[Vai que Dá Certo]" műsorában szerepelt.
Ugyanebben az évben szerepelt az I love Paraisópolisban.
Jelenleg Marcelo Adnet és Marcius Melhem mellett ő a Tá in the Air egyik sztárja.

## Televíziós állások
- A Gata Comeu (1985)
- Novo Amor (1986)
- Mandala (1987)
- Vale Tudo (1988)
- Tieta (1989)
- Despedida de Solteiro (1992)
- Guerra Sem Fim (1993)
- A Viagem (1994)
- Malhação (1995–1996)
- Dona Anja (1997)
- Furacão (1998)
- Torre de Babel (1998)
- Terra Nostra (1999)
- Jamais Te Esquecerei (2003)
- Cabocla (2004)
- Sinhá Moça (2006)
- Casos e Acasos (2007)
- Caminho das Índias (2009)
- Tempos Modernos (2010)
- Malhação (2011)
- Vai que Dá Certo (2013)
- O Concurso (2013)
- 2015 – O Super Pai.... Diogo
- 2016 – Vai que Dá Certo 2 .... Rodrigo
- 2017 – Os Penetras 2 – Quem Dá Mais?

## jegyzetek
1. ↑  Internet Movie Database (angol nyelven). Internet Movie Database . (Hozzáférés: 2019. június 19.)
2. ↑  https://entretenimento.band.uol.com.br/aquinaband/noticias/100000436496/danton-mello-se-emociona-durante-comemoracao-de-seu-aniversario